# Abraham Catalogus van Belgische Kranten
Abraham is een databank van Belgische historische kranten die worden bewaard in bibliotheken en andere erfgoedinstellingen in Vlaanderen en Brussel. De databank is vrij raadpleegbaar via een onlinecatalogus en de gegevens zijn beschikbaar als open data.

## Inhoud
De Abraham-catalogus bevat het krantenbezit van ruim honderd bibliotheken en erfgoedinstellingen.  Tot nu toe zijn meer dan 11.000 kranten na 1800 geïnventariseerd, zowel nationale als regionale en lokale titels.
Van elke krant zijn de belangrijkste gegevens opgenomen, zoals titel, periode van verschijning en plaats van uitgave. Met trefwoorden is aangegeven om welk type krant het het gaat (een vakblad, een sportblad, een advertentieblad, een verenigingsblad) of welke maatschappelijke strekking een krant vertegenwoordigde (katholiek, liberaal, socialistisch, etc.). Omdat kranten meestal voor een bepaalde stad of streek bestemd waren, is met geografische termen aangegeven wat het doelgebied was.
Per krant is vermeld welke instelling welke edities bewaart en in wat voor vorm (op papier, op microfilm of digitaal). Als kranten online kunnen worden geraadpleegd, is een link naar de digitale versie opgenomen. In Abraham zelf kunnen geen kranten op inhoud worden doorzocht.

## Naam
De databank is vernoemd naar Abraham Verhoeven (1575-1652), die in 1605 in Antwerpen een van de allereerste kranten ter wereld uitgaf. Met zijn Nieuwe Tijdinghen droeg hij in belangrijke mate bij aan het ontstaan van de dagbladpers.

## Ontstaan
Abraham werd gerealiseerd in een project dat in 2007 werd opgestart door de Erfgoedbibliotheek Hendrik Conscience in samenwerking met enkele andere erfgoedorganisaties. Een catalogus van krantencollecties was wenselijk om de vindbaarheid van historische kranten te verhogen. Die kranten vormen een belangrijke en veel geraadpleegde cultuurhistorische bron. De inventaris moest echter vooral dienen om het behoud van dit kwetsbare erfgoed te coördineren. Kranten uit de periode 1830-1950 zijn vaak gedrukt op zeer slecht papier. Hun inhoud zal de eeuwen alleen kunnen trotseren door ze te kopiëren, op microfilms of naar digitale formaten.

## Voortbestaan
Na de oprichting van de Vlaamse Erfgoedbibliotheek, eind 2008, werd het project bij deze organisatie ondergebracht. De Vlaamse Erfgoedbibliotheek breidt de databank actief uit in samenwerking met partners uit de Vlaamse erfgoedsector. De Abraham-database wordt intussen gebruikt als hulpmiddel bij digitaliseringsprojecten.